# Embelia spiraeoides
Embelia spiraeoides är en viveväxtart som beskrevs av Otto Stapf. Embelia spiraeoides ingår i släktet Embelia och familjen viveväxter. Inga underarter finns listade i Catalogue of Life.